# Luzerne
Luzerne (Medicago sativa) is een vaste plant. Afhankelijk van variëteit en klimaat kan de plant vijf tot twaalf jaar oud worden. Met een hoogte tot 1 m en trosjes kleine paarse bloemen lijkt de plant op klaver. De plant beschikt over een diep en krachtig ontwikkeld wortelsysteem dat zich tot 4,5 m kan uitstrekken. Hierdoor kan de plant tijdens tijdelijke droogten overleven.
Luzerne is inheems in Europa en wordt wereldwijd verbouwd als veevoer. In Nederland wordt luzerne hoofdzakelijk kunstmatig gedroogd voor de productie van eiwitrijk veevoer. Er wordt drie- tot viermaal per jaar gemaaid. De inzaai vindt plaats zowel met als zonder dekvrucht. Als dekvrucht wordt onder andere wintertarwe gebruikt. Alfalfa is in het Nederlands de naam van de kiemgroente (ontkiemde zaden) van de luzerne. Luzerne kan het hele jaar ontkiemen, zodat alfalfa het hele jaar verkrijgbaar is. Alfalfa kan op dezelfde manier worden gebruikt bij de voedselbereiding als taugé, een andere bekende spruitgroente.
Zoals andere soorten uit de vlinderbloemenfamilie (Leguminosae) heeft de plant het vermogen om met behulp van stikstofbindende bacteriën stikstof te binden, zodat het proteïnerijk voedsel kan produceren onafhankelijk van de aanwezigheid van stikstof in de bodem.
De uitgebreide teelt, die is begonnen in de 17e eeuw, was een belangrijke stap vooruit in de Europese landbouw. De stikstofbindende eigenschap en het gebruik als veevoer verhoogde in belangrijke mate de efficiëntie van de landbouw. Wanneer het op de juiste grond verbouwd wordt, heeft luzerne een hoge opbrengst.
Luzerne is een van de weinige planten die zelf-toxisch zijn. Hierdoor is het niet mogelijk om tussen oude planten opnieuw luzerne in te zaaien. De oude luzerne moet daarom eerst ondergeploegd worden voor het opnieuw op hetzelfde perceel ingezaaid kan worden. Beter is echter ook in verband met ziekten om vruchtwisseling toe te passen.
Luzerne kan vooral bij langjarige teelt aangetast worden door verwelkingsziekte (Verticillium albo-atrum) en bladvlekkenziekte (Pseudopeziza medicaginis). Pleksgewijze verwelking en afsterving wordt vaak veroorzaakt door het stengelaaltje (Ditylenchus dipsaci).

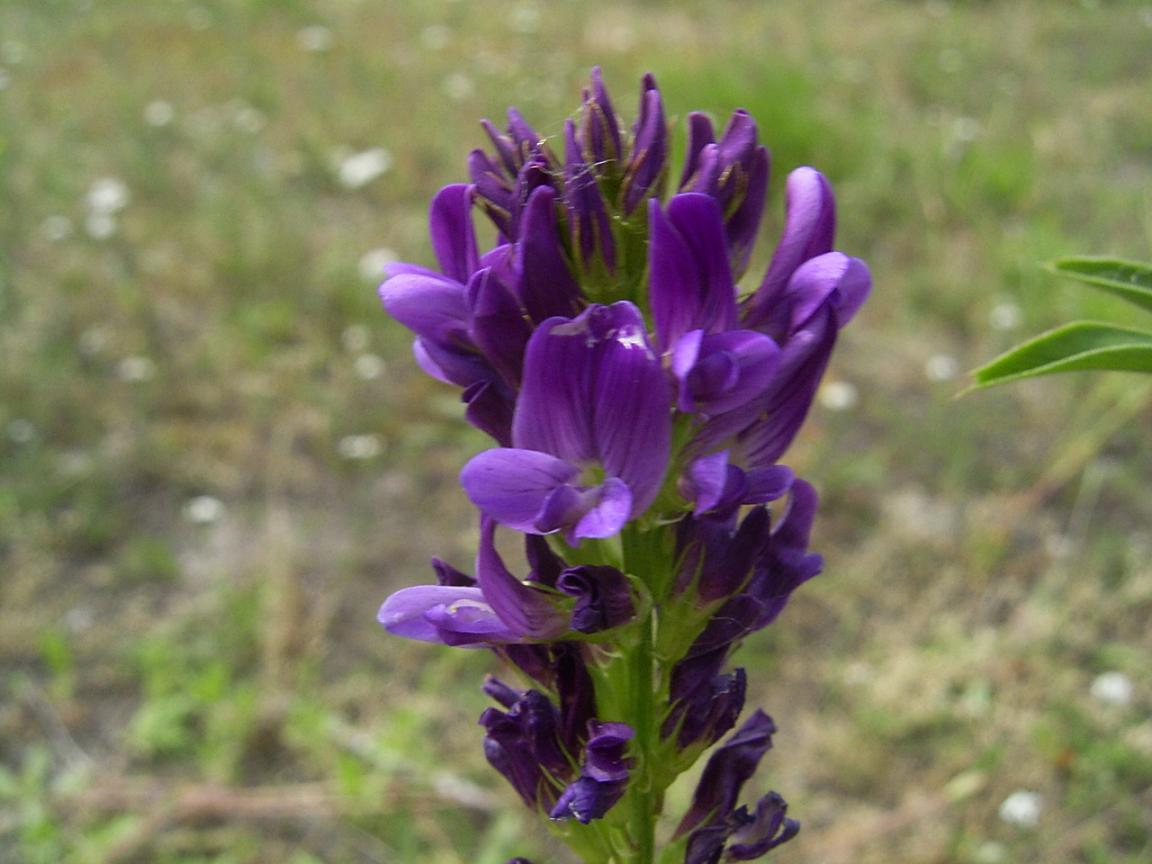
Bloem
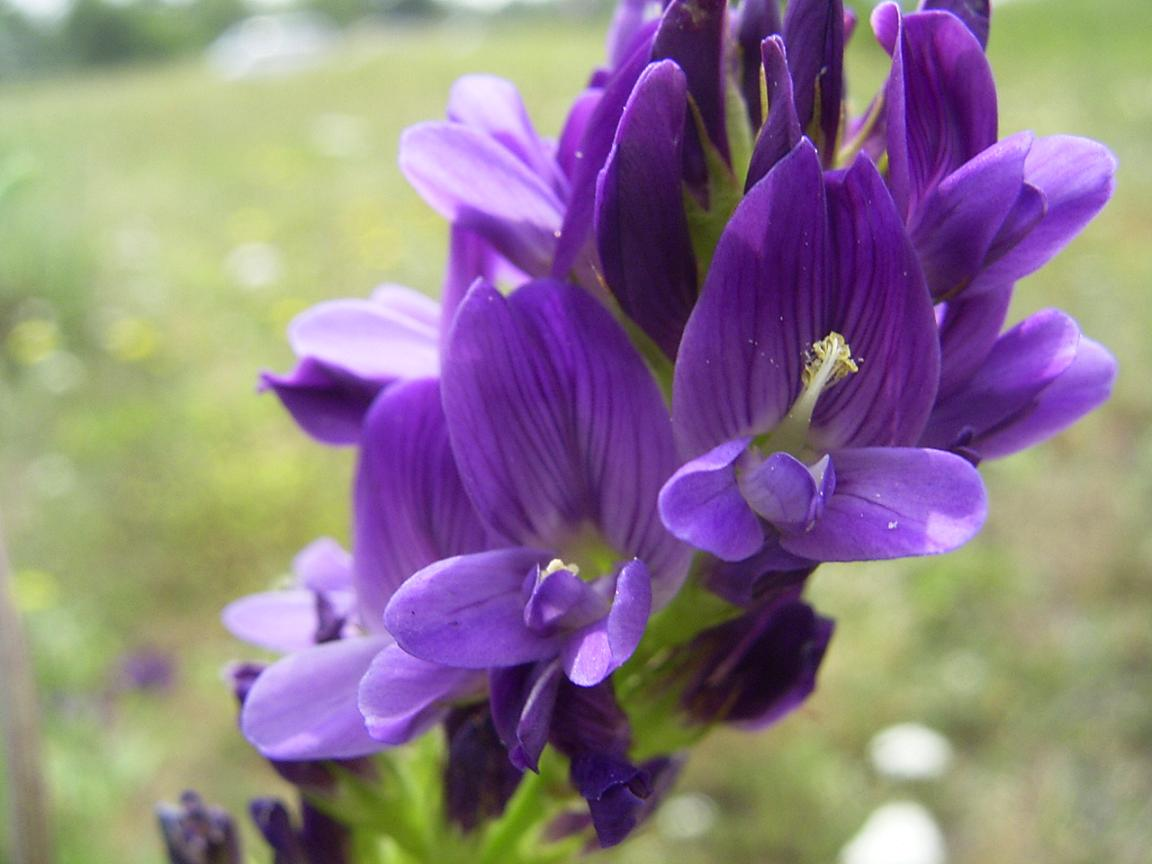
Close-up bloem
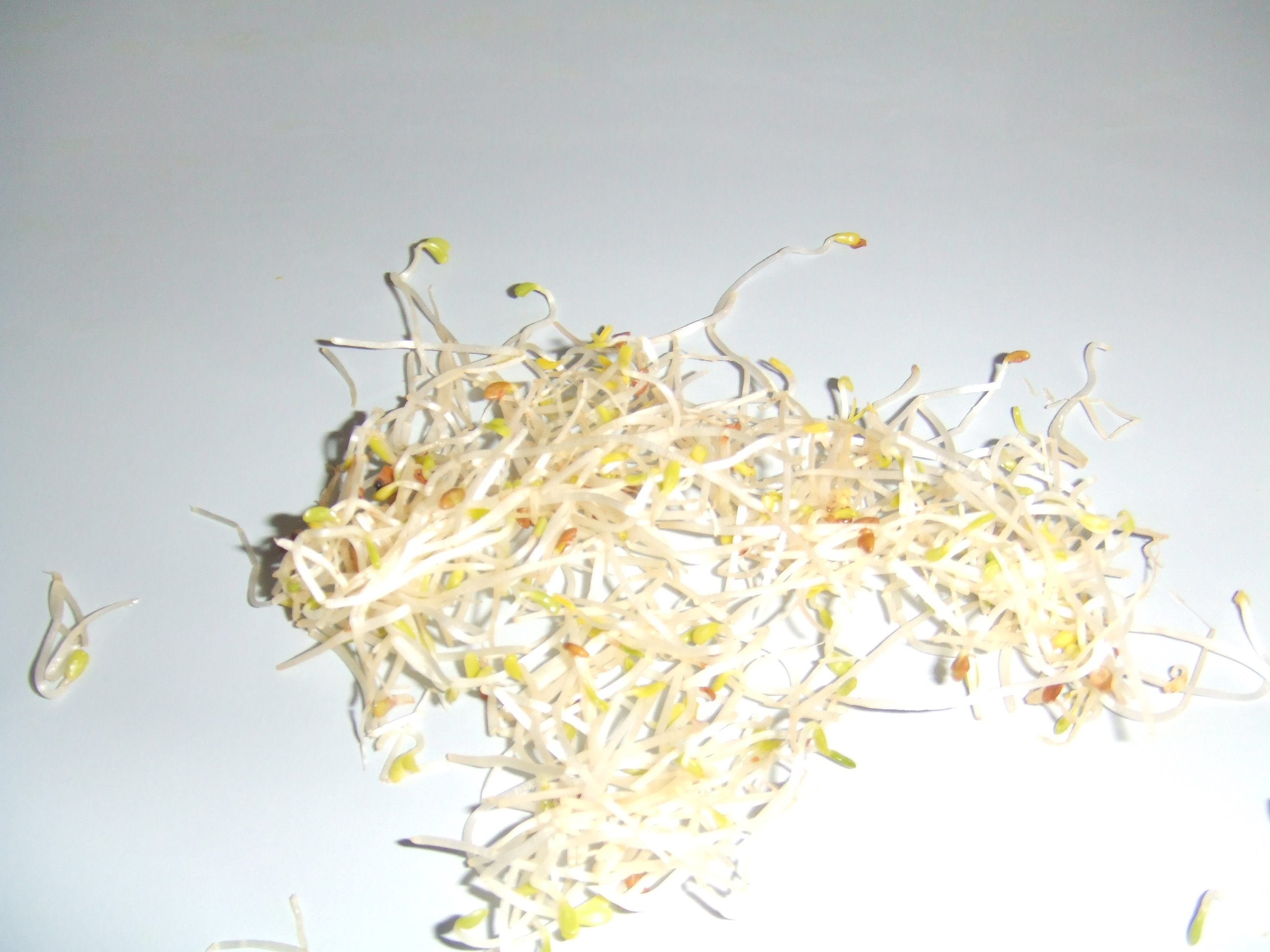
Luzernescheuten
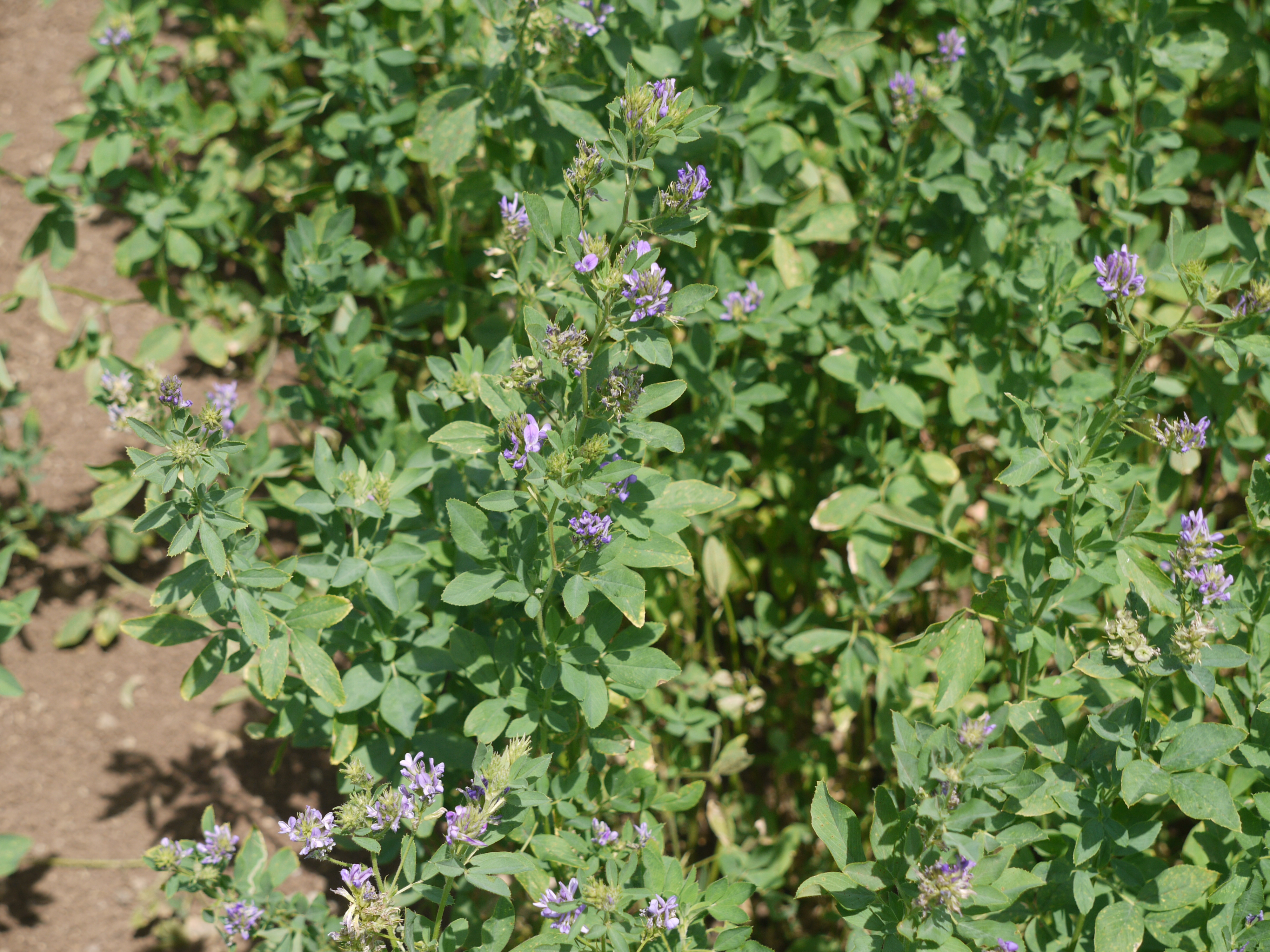
Luzerne
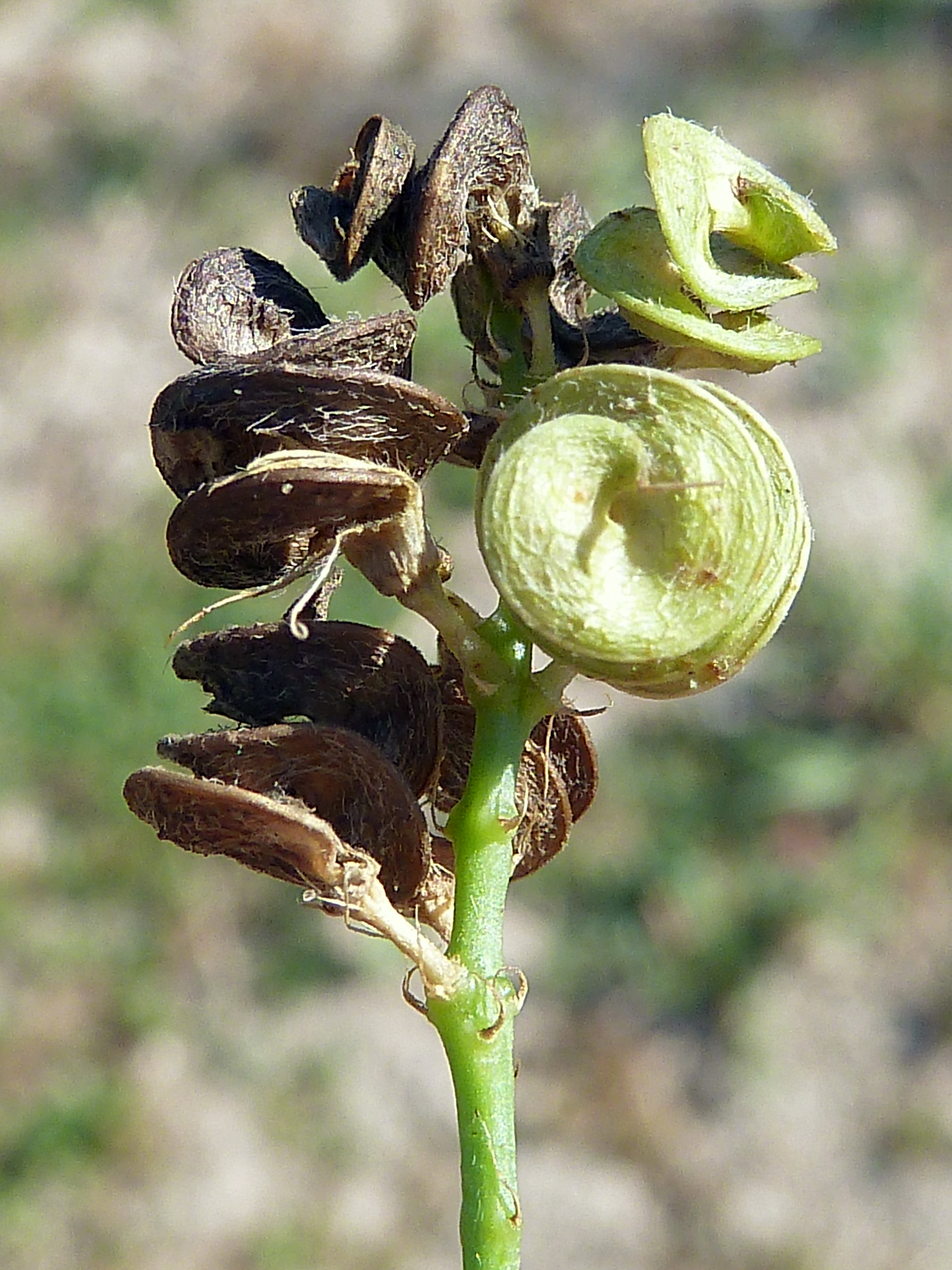
Vruchten
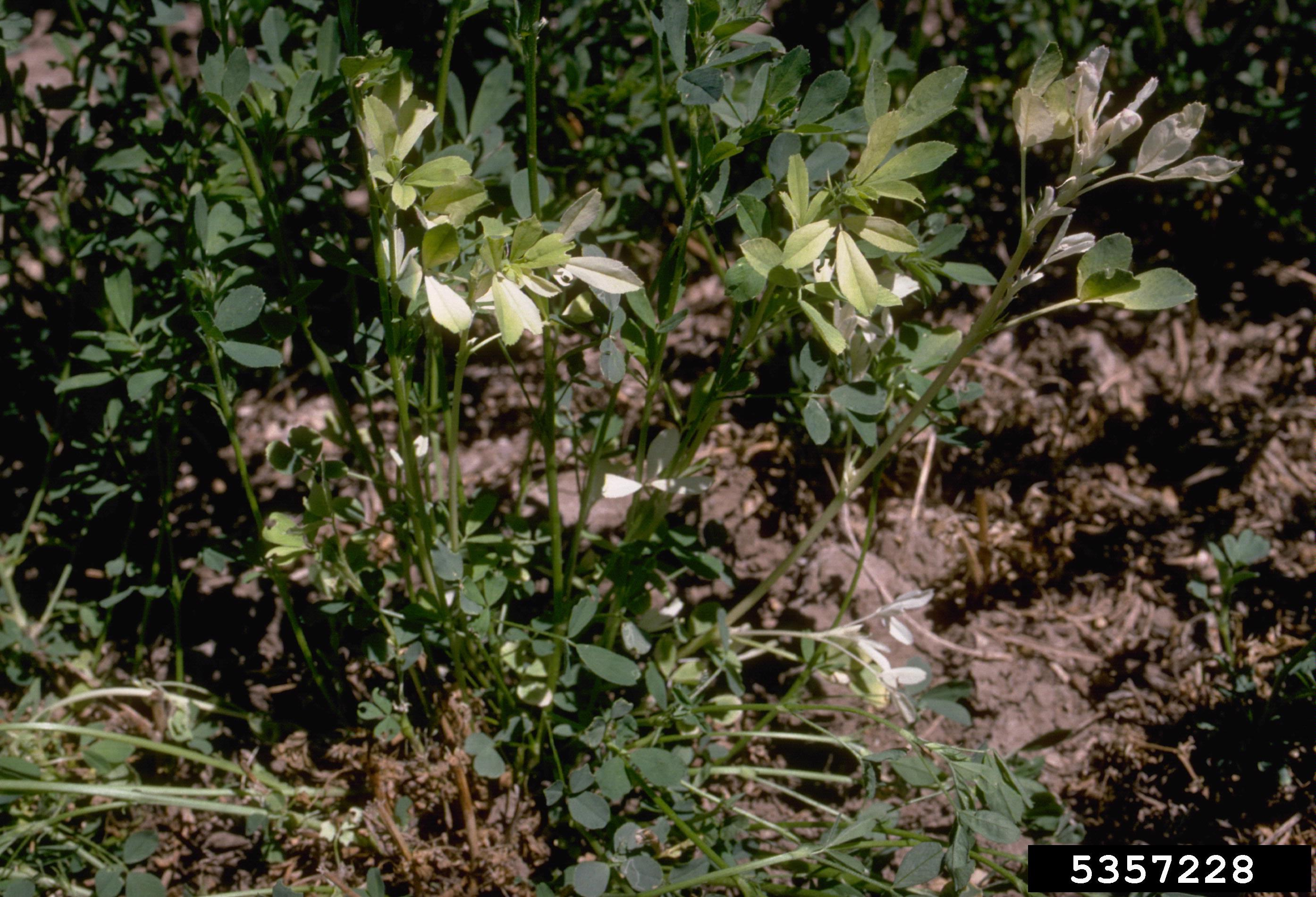
Aantasting door het stengelaaltje